# Palazzo Orazio e Gio Francesco De Franceschi
Il palazzo Orazio e Gio Francesco De Franceschi è un edificio storico italiano, collocato in via San Lorenzo 19, nel centro storico di Genova. È uno dei Palazzi dei Rolli designati, al tempo della Repubblica di Genova, a ospitare gli ospiti di alto rango per conto del governo, durante le visite di stato.

## Storia e descrizione
Vasto palazzo rinascimentale, non riconoscibile come tale dal prospetto su via di San Lorenzo, per l'allineamento richiesto dall'apertura della "carrettiera Carlo Alberto". Le consistenti modifiche del XIX secolo non hanno comportato la perdita dello scalone ornato da loggioni salvo che nella prima rampa, né dell'atrio originario.
I fratelli Orazio e Gio. Francesco De Franceschi fecero costruire il palazzo nella prima metà del XVI secolo con partecipazione di Antonio Cantone. Presente in due rolli rimase alla famiglia fino al 1839, anno in cui passò ad Isabella Sertorio, prima di essere acquistato dalla famiglia Casaretto.
Dall'ingresso, incorniciato da un maestoso portale tardorinascimentale, si accedeva alla scalone loggiato e al piano nobile che conteneva la sala, la galleria e tre salotti, due dei quali su strada San Lorenzo.
Dopo l'intervento dell'architetto Domenico Cervetto, nel 1840, il palazzo risulta composto da due corpi suddivisi in appartamenti, uno verso San Lorenzo, l'altro verso Canneto, mentre l'accesso viene spostato sulla nuova strada.